# Augochloropsis metallica
Augochloropsis metallica es una especie de abeja del sudor de la familia Halictidae.
Mide 9 mm. Es de color verde brillante. Se caracteriza por la tégula verde metálica y de forma triangular. Está distribuida desde Norteamérica a Panamá. Visita flores de varias familias de plantas de más de 73 especies.

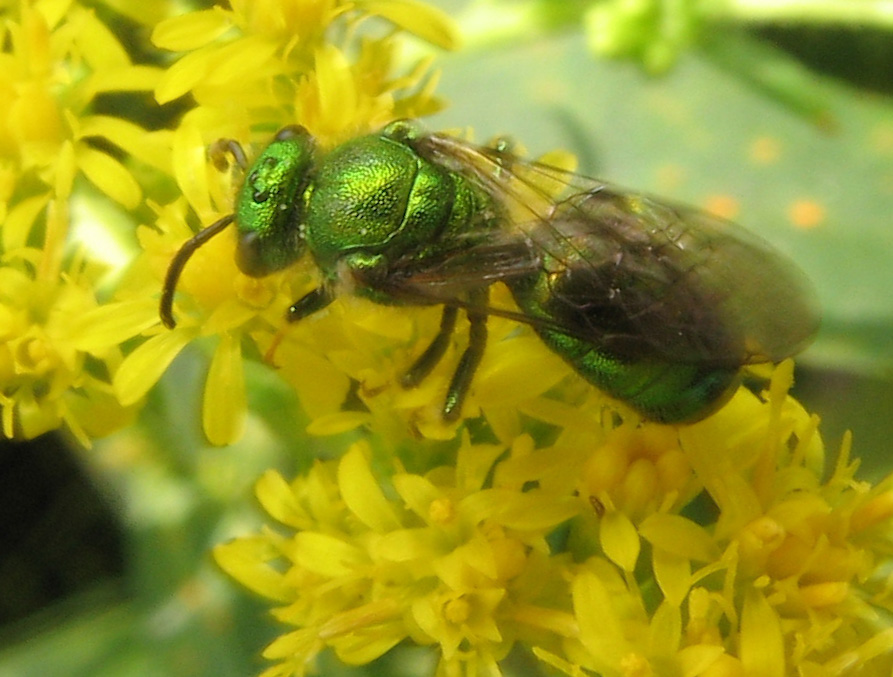
Macho adulto, se observa la tégula característica de la especie